# Susy Gala
Susy Gala (Barcelona, 11 de noviembre de 1992) es una actriz pornográfica, modelo erótica, estríper, camgirl y cantante española.

## Biografía
Nació en Barcelona en noviembre de 1992. No se sabe mucho sobre su biografía anterior al año 2011, cuando a sus 19 años debuta en la industria pornográfica por la productora española Leche 69 con la escena web Asignatura Pendiente de Susy.
Ha trabajado tanto para productoras europeas como estadounidenses, destacando Evil Angel, Private Media Group, Cumlouder, Digital Playground, Marc Dorcel Fantasies, Porna, Brazzers, Reality Kings o Many Vids, entre otras.
En 2018 recibió sus dos primeras nominaciones en los AVN, en las categorías de Artista femenina extranjera del año y Mejor escena de sexo en producción extranjera, por la que estuvo nominada junto a Nacho Vidal por The Player.
Ha grabado más de 250 películas y escenas como actriz. Además de estar en la industria pornográfica, continúa trabajando como modelo erótica y estríper.
Además de su faceta artística, Susy Gala también trabaja en el campo de la música, usando el nombre de Susy G, habiendo grabado diversas canciones de género trap y latino, como Bésame, Hasta el amanecer o Bandida.
Alguno de sus trabajos fueron Alone Time 4, Big Tit Vacation, Follow Me 2, Have Fun, Nacho's First Class Fucks, Nacho's Threesomes, Rawhide, Rose Escort Deluxe o Stunning Butts 2.

## Premios y nominaciones
| Año  | Ceremonia   | Resultado | Premio                                        | Trabajo    |
| ---- | ----------- | --------- | --------------------------------------------- | ---------- |
| 2018 | Premios AVN | Nominada  | Artista femenina extranjera del año           | —          |
| 2018 | Premios AVN | Nominada  | Mejor escena de sexo en producción extranjera | The Player |